# Bolivianische Tänze
In Bolivien gibt es eine Vielzahl an Volkstänzen. Hier kann zwischen Tänzen der indigenen Bevölkerung, der europäischen Einwanderer (insbesondere Spanier), der afrikanischen Einwanderer und denen der Mestizen unterschieden werden.

## Suri Sikuri

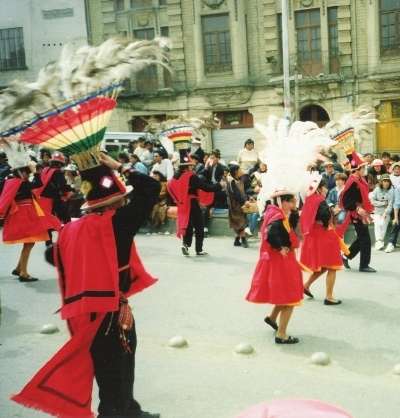
Suri Sikuri in La Paz, Bolivien

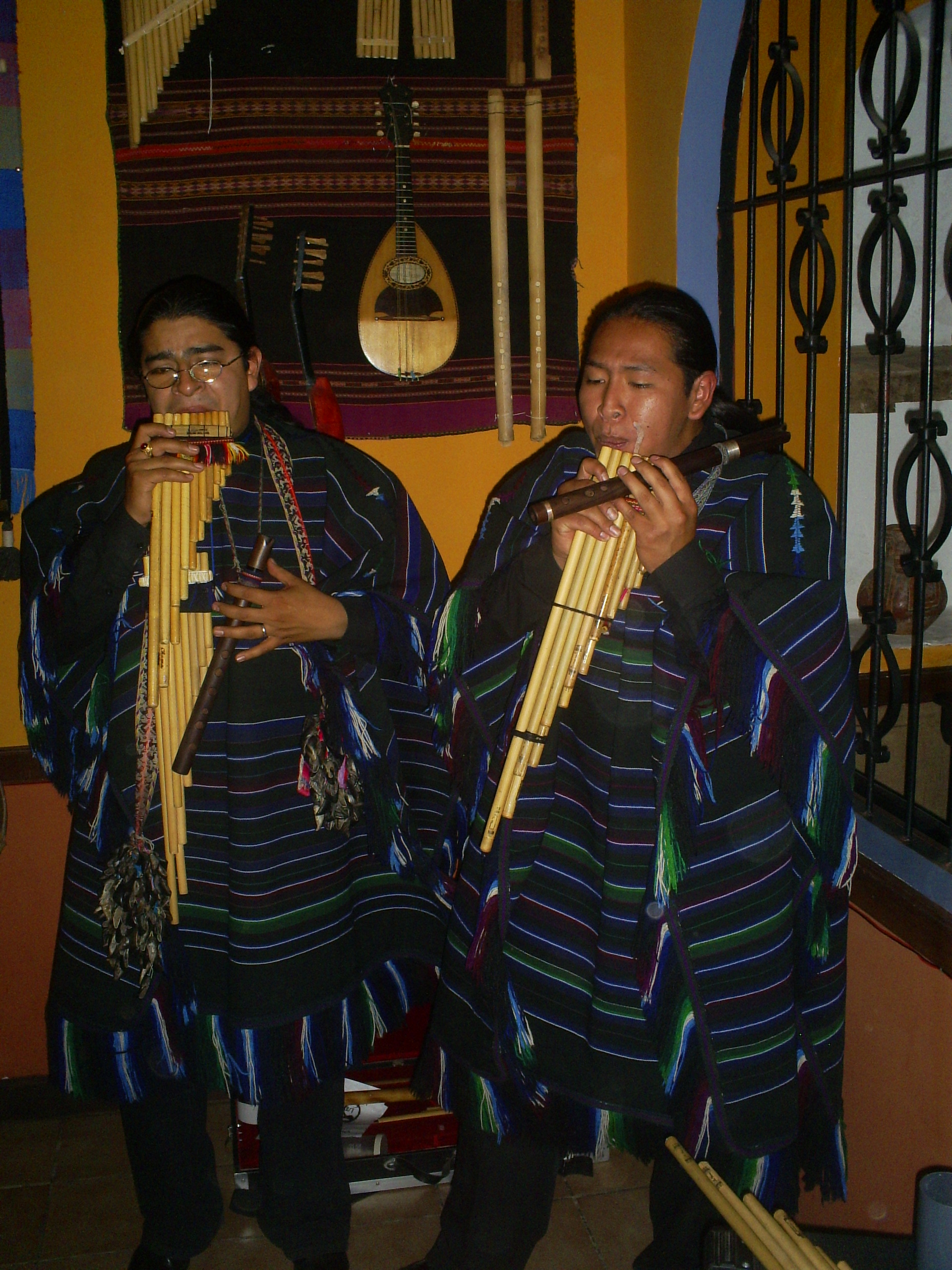
indigene Bolivianer beim Spiel der Siku

Dieser Tanz entstand in den andinen Gemeinschaften der Aymara. Im Departamento La Paz und im Departamento Oruro wird er in den Provinzen des Altiplano bei Hochzeiten und Feiern zur Dachgleiche getanzt.
Die Wurzeln des Suri Sikuri liegen sehr weit zurück. Klar ist jedenfalls, dass er an die Jagd auf den Suri, in unseren Breiten besser als Nandu oder südamerikanischer Vogel Strauß bekannt, erinnert. Zuerst wurde der Suri mit den Klängen der Siku genannten Panflöten von den Sicuris, den Panflöten-Spielern, eingekreist und dann mit Hilfe der Liwi Liwis, einer Art Schleuder, zu Fall gebracht.
Doch der Suri war und ist nicht nur ein Jagdobjekt, sondern hat bis heute auch eine kultische Bedeutung. Im Tanz werden sowohl die Bewegungen als auch das Aussehen des Vogels nachempfunden: Die Tänzer tragen ein Gestell aus Nandu-Federn, das einen Durchmesser von bis zu 2 m erreicht. Außerdem tragen die Männer oft ein Brustschild, das früher aus Jaguarfell gefertigt wurde, eine schwarze Hose und einen weißen Halbrock.
Die ursprüngliche Form des Suri Sikuri wird auf diatonisch gestimmten Panflöten (Siku) mit 8 bis 16 Rohren gespielt. Dazu schlagen die Musiker große, flache Trommeln (Wanqaras).
Im 20. Jahrhundert fand eine Weiterentwicklung des Suri Sikuri statt: einerseits zu den traditionellen Sikureadas de Veinta y Media, andererseits zu den populären, mit Blechblasinstrumenten (Bandas) begleiteten Suri Sicuris der Städte.

## Kullawada
Die Zünfte der Lama-Treiber (Qarwani) sind seit je ein wichtiger Bestandteil der kulturellen Vielfalt der Anden. Schon in präkolumbischer Zeit beteiligten sich Männer und Frauen an der andinen Textilproduktion. Dabei war und ist die Textilindustrie nicht nur eine wichtige Einkommensquelle, sondern auch ein wichtiges Ausdrucksmittel der ethno-kulturellen Identität. Natürliche und abstrakte Elemente werden zu einer komplexen Symbolik verarbeitet, die zum Teil eine genaue Zuordnung einzelner Textilien zu bestimmten Regionen und Dörfern erlaubt.
Besonders für die Kollas aus den Anden hatte die Textilherstellung auch eine wichtige Bedeutung im sozialen Miteinander und in den Mythen der prähispanischen Bevölkerung. So wird der Ursprung der Kullawada mit der Sage der Verbannung des Ayllu Kyllawa (Ayllu = Dorfgemeinde) durch den Mallku Inti Willka in Verbindung gebracht.
Die Kullawada drückt diese Verquickung der wirtschaftlichen und sozialen Funktion innerhalb der andinen Textilindustrie aus. Das wichtigste Symbol dieses Tanzes, der vor allem für die Region um La Paz typisch ist, ist die Spindel, in der Indianersprache Aymara auch Kapu genannt, die jeder Tänzer mit der Hand schwingt.
Sowohl Frauen als auch Männer tragen reich bestickte Hüte mit perlenbesetzten Fransen. Die Männer verwenden schwere Münzgürtel und kurze, bestickte Ponchos, die mit runden Elementen verziert sind, die den alten Silberschmuck repräsentieren. Die Tänzerinnen tragen knielange Trachtenröcke, die Polleras, bestickte Bruststücke und spezielle Dreiecktücher, die Llijllas, die von den Schultern bis zur Taille herabreichen sowie einen Gürtel mit Münztaschen.

## Carnaval Betanceño und Tinku
Der Carnaval Betanceño stammt aus Betanzos, einer Kleinstadt in der Nähe von Potosí, der Hauptstadt des gleichnamigen Departamentos. Potosí liegt auf rund 4.000 m Seehöhe und gelangte vor allem durch den Cerro Rico, den Silberberg, zu großer Bekanntheit. Heute, nachdem das Silber großteils abgebaut ist, gehört die Region zu den ärmsten Gegenden des Landes. Etliche Dörfer sind nur zu Fuß zu erreichen und noch nicht an das Stromnetz angeschlossen. Auf der anderen Seite haben sich gerade durch diese Abgeschiedenheit viele der alten Riten und Bräuche erhalten.
Dazu gehört auch ein archaisches Fest, das „Tinku“ („Begegnung“ auf Quechua) genannt wird. Die Angehörigen der Macha, Pukwata, Chayanta und Sakava versammeln sich in auserwählten Dorfgemeinschaften, den Ayllus, jeweils ein paar Tage im Monat Mai. Es wird getanzt und musiziert, und vom Coca- und Alkoholkonsum zum Kampf stimuliert bewaffnen sich die Kontrahenten mit Lederhelmen, festen Handschuhen und Steinschleudern, um sich im Zweikampf mit Angehörigen der anderen Ayllus zu messen. 

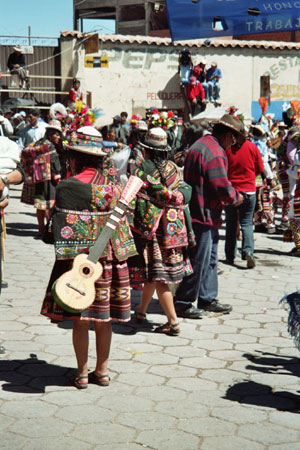

Das Vergießen menschlichen Blutes ist dabei von elementarer symbolischer Bedeutung. Der Schlagabtausch ist jedoch strikten Regeln unterworfen, die streng kontrolliert werden. In dem Augenblick, in dem die Überlegenheit der anderen Seite zu deutlich wird und die andere zu vernichten droht, treten die Frauen des Ayllus gruppenweise vor die Männer und bringen den Kampf zum Erliegen. Trotzdem kommt es durchaus vor, dass Teilnehmer zu Tode kommen, was aber trotz aller Trauer um die Gefallenen als notwendig erachtet wird, gilt das vergossene Blut doch als Opfer für die „Pachamama“, die Mutter Erde. – Kann sie gütig gestimmt werden, dann wird das nächste Jahr ein gutes Erntejahr.
Auf Basis dieses Fests hat sich ein im ganzen Land beliebter und mitreißender Tanz entwickelt, woran Musikgruppen wie Los Kjarkas einen großen Anteil haben, die bei vielen Live-Auftritten Tänzer in entsprechender Tracht dabei haben. In diesen Präsentationen werden der Kampf und der Alkoholeinfluss nur angedeutet und die Freude am sich Austoben überwiegt deutlich. Die Frauen provozieren mit ausgiebigen Hüftschwüngen und schlenkernden Armen, die Männer mit einem Imponiergehabe, bestehend aus breiten tiefen Schritten und wilden Sprüngen. Viele Teilnehmer am Bolivianischen Karneval studieren alljährlich aufwändige Tinku-Choreografien ein.
Wie alle bolivianischen Tänze haben auch diejenigen aus Potosí ihre ganz spezielle, unverwechselbare Tracht: Die Kleidung der Frauen besteht aus der Almilla, einem langen, schwarzen und am Saum reich bestickten Kleid, einem Tragetuch (Aguayo), in dem von Lebensmitteln bis zu Kindern alles transportiert wird, und einem ebenfalls bunt mit floralen Motiven bestickten Schultertuch. Um durch ihre langen Zöpfe nicht beim Arbeiten gestört zu werden, binden sie diese mit den Tullmas, einem Haarschmuck, der regional sehr stark variiert, zusammen. Die noch ledigen Tänzerinnen schmücken ihre weißen Filzhüte aus Lamawolle mit bunten Federn, Schmuckbändern und Spiegeln. Als Chuspitas werden kleine handgewebte Taschen bezeichnet, die zum Aufbewahren von Coca-Blättern, aber auch als Geldbörse dienen. Die Chumpis, bunte Schals, dienen als Gürtel. Chullos, die auch in Deutschland in letzter Zeit sehr beliebt gewordenen „Zipfelmützen“, werden in Bolivien nur von Männern getragen und sind nicht nur Gegenstand des täglichen Gebrauchs, sondern symbolisieren auch das Ansehen innerhalb der Dorfgemeinde. Anhand des Chullos kann auch die Zugehörigkeit zu einer ethnischen Volksgruppe bzw. einer Dorfgemeinschaft abgelesen werden. Die Tänzer verwenden schwarze oder weiße Hosen und meist bunte, stark bestickte und verzierte Jacken. Früher waren die Ojotas genannten Sandalen aus gegerbtem Kuhleder, heute werden sie oft auch aus einem alten Autoreifen hergestellt. Für den Tinku verwenden die Männer spezielle Helme, Monteras genannt. Die Form der aus Rindsleder gefertigten und mit Federn geschmückten Monteras erinnert an die Helme der spanischen Eroberer.

## Huayño
Der Huayno, auch Huayño oder Wayno genannt, ist weithin als einer der repräsentativsten Tänze der Anden bekannt. Er kombiniert prähispanische Elemente der Quechua und Aymara-Indianer mit den Einflüssen der westlichen Welt. Während die Historiker damit spekulieren, dass es sich ursprünglich um einen Tanz für Trauerfeierlichkeiten der Inkas gehandelt haben könnte, ist der Huayño heute ein absoluter Festtanz.
Huayños werden mit Flöten, Panflöten, Trommeln, Charango und Gitarre gespielt. Es sind jedoch unzählige regionale Varianten entstanden, die auch Trompeten, Saxofon und Akkordeon als Musikinstrumente erlauben. Die musikalische Struktur geht von einer pentatonischen Skala und einem binären 2/4-Rhythmus aus. Auf dieser Basis entstanden von den Huayño-Versionen bis hin zum Rock Andino etliche musikalische Gattungen.

## Morenada
Die Morenada, einer der populärsten Tänze Boliviens, zeichnet sich nicht nur durch den Reichtum der Kostüme aus. Dieser Tanz entstand während der ersten Jahre nach der Unabhängigkeit von Spanien (1825). Der Tanz wird angeführt durch den Rey Moreno (schwarzer König).

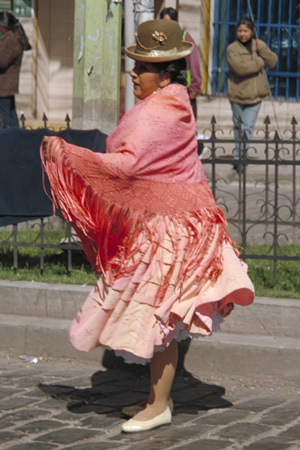
Morenada-Tänzerin

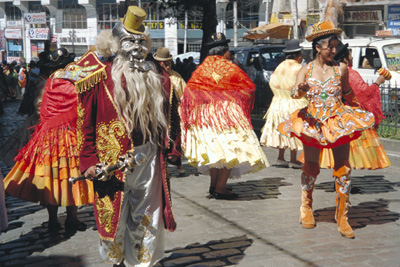
Morenada-Tänzer

In der Kolonialzeit mussten Indianer und Schwarze in den Silberbergwerken von Potosí unter unmenschlichen Bedingungen als Sklaven arbeiten. Man schätzt, dass während der 250-jährigen Zwangsarbeit in den Silberminen mehr als acht Millionen Indios umkamen. Als nicht mehr genügend Indianer aufgetrieben werden konnten, wurden Sklaven aus Angola, Guinea und aus dem Kongogebiet in die spanische Kolonie verschleppt. Dort trieb man sie, aneinandergekettet in Gruppen zu zehn Mann, zu den Silberminen Potosís, wo sie die indianischen Zwangsarbeiter ersetzen sollten. Die Schwarzen konnten sich jedoch nicht an das Klima der Hochebene gewöhnen und endeten schließlich als Plantagenarbeiter in den Tälern der Yungas, wo sie vor allem auf den Coca-Feldern arbeiteten.
Später, als das Schreckensregiment vorbei war, schufen die Indios aus den Überlieferungen ihrer Vorfahren einen Tanz, den sie Morenada nannten. Das reich bestickte Kostüm der Morenos, der Schwarzen, die im Mittelpunkt der Morenada stehen, wird unterschiedlich interpretiert: es könnte einerseits den Reichtum des Herrn, andererseits aber auch den hohen Preis, den dieser für seinen Sklaven bezahlt hat, symbolisieren.
Das klassische Rasseln der Matracas, einer Art Ratsche, erinnert auch an die langen Märsche, die die Schwarzen begleitet vom Rasseln ihrer Ketten und dem Quietschen der Kutschen bis nach Charcas, Potosí und die Yungas zurücklegen mussten.
Die Morenada wurde von der indianischen Bevölkerung und den Mestizen geschaffen, nicht von den schwarzen Sklaven selbst. Wann und wo das passiert ist, lässt sich aber noch immer nicht mit Bestimmtheit sagen.
Einer Hypothese zufolge geht sie auf einen Aufstand der Weinarbeiter gegen den Caporal, den ebenfalls schwarzen Sklaventreiber, zurück: Eine junge Schwarze lenkte den Caporal durch ihre Schönheit ab und machte ihn betrunken. Dort ließ man ihn dann Trauben stampfen und verwandelte so den Hass in einen fröhlichen Tanz voller Ironie gegen die Machthaber. Allerdings wird in den Yungas kein Wein angebaut.

## Carnaval Vallegrandino
Das subtropische Klima des Valle Grande (Talregion um die Stadt Cochabamba) spiegelt sich in der fröhlichen Lebensart, in Musik und Tanz der großteils kreolischen Bevölkerung wider. – Die kreolische Folklore Boliviens hat einen stärker von spanischen Einflüssen dominierten Charakter und die ironisch-koketten G’stanzeln, die sich Männer und Frauen beim Karneval zusingen, finden auch im Tanz ihre Entsprechung.

## Pujllay: Der Karneval der Yamparas
Beim Pujllay handelt es sich um Fest, das jedes Jahr im März in Tarabuco gefeiert wird und zeitlich sowohl mit dem prähispanischen „Jatun Pokoy“-Fest als auch mit „Pauker Waray“ zum Andenken des Sieges der Yamparas über die spanischen Truppen am 12. März 1816 zusammenfällt. Im Tanz zeigen die Männer nicht nur teils martialische Schrittfolgen, sondern – ebenso wie die Frauen – auch sehr außergewöhnliche Trachten.
Der Pujllay-Tanz hat sich in den vergangenen Jahren zu einem populären Folkloretanz entwickelt, welcher in den Städten, besonders aber im Karneval von Oruro dargeboten wird. Dabei sind die Trachten jedoch nicht mehr so aufwändig gearbeitet wie die der Yampara. Auch die Musik ist eine andere: die langen Pinkillu und Senqatanqana-Flöten wurden durch die bevorzugten Blechblasmusikkapellen (Bandas) ersetzt. Diese spielen Melodien, die eher dem Geschmack der städtischen Bevölkerung entsprechen.
2014 wurden Pujllay und Ayarichi, Musik und Tänze der Yampara-Kultur von der UNESCO in die Repräsentative Liste des immateriellen Kulturerbes der Menschheit aufgenommen.

## Llamerada

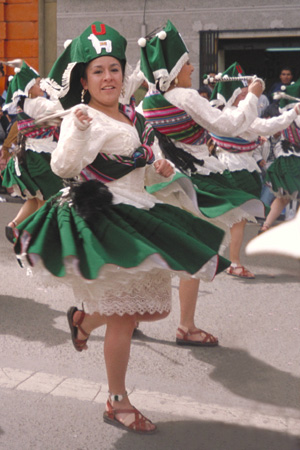
Llamerada-Tänzerinnen

Die Llamerada ist einer der ältesten Tänze der bolivianischen Folklore und gehört in seinen Ursprüngen zur Tradition der Aymara-Indianer. Ihr ursprünglicher Name war „karwani“. Die Verbindung zu den Kameliden (Lamas, Guanakos, Vicuñas, Alpacas) besteht schon seit mehr als 4.000 Jahren und das Lama symbolisiert von jeher Nahrung, Transportmittel und Rohstofflieferant.
Für viele präkolumbische Kulturen war der Tanz eine Kunst und Magie, durch die man das Getanzte in Realität verwandeln konnte. Daher imitierten die Lama-Treiber Hirtenszenen, um ihre Herde möglichst groß zu halten.
Mittlerweile hat die Llamerada viel von ihrem mystischen Charakter verloren, Choreografie und Schritte haben sich verändert, doch noch immer symbolisiert sie die Verbindung zwischen den Bewohnern des Altiplano und ihren Lama-Herden. Zu bestimmten Jahreszeiten begannen die Hirten, die mehr oder minder wild lebenden Tiere in einen Menschenring zusammenzutreiben, der immer enger wurde, bis sie die Tiere mit den Händen berühren konnten. Dann entschied man, welche Tiere geschoren, geschlachtet oder bei der „Huilancha“ geopfert wurden.
Die meisten bolivianischen Volkstänze werden erst seit ein paar Jahrzehnten auch von Frauen getanzt, nicht so bei der Llamerada: nachdem das Hüten der Herden seit jeher eine Familienaufgabe ist, sind die Frauen auch seit langem in den Tanz eingebunden.
Besonders typisch für den Tanz ist die Montera, ein spezieller, quadratischer Hut, den die früheren Stammesfürsten der Aymara-Indianer benutzten. Der Mann trägt eine grobe, ¾-Stoffhose, Wollstrümpfe, ein Tragetuch und ein Lasso (beide quer über den Körper gebunden). Früher waren auch Gipsmasken mit zugespitzten Lippen (für das Pfeifen) üblich. Auch die Frauen tragen eine Montera, dazu einen meist knielangen Rock aus Bayeta-Stoff, ein Tragetuch und ebenso wie die Männer halten sie in einer Hand ein kleines Lama und in der anderen die Steinschleuder, beides Symbole für ihre Tätigkeit.

## Diablada
Dieser Tanz ist einer der prächtigsten und originellsten Tänze Boliviens. Nicht umsonst ist er auch außerhalb der Landesgrenzen sehr bekannt. Die Diablada ist ein Symbol für den Karneval von Oruro, der 2001 durch die UNESCO zum Weltkulturerbe erklärt wurde.
Bei der Diablada kommt es zu einer starken Verquickung der andinen Weltanschauung, in diesem Fall repräsentiert durch den Kult um den bösen „Supay“, um „Huari“, den Gott der Berge, und dem Teufel der christlichen Liturgie.
Fern von ihren Heimatgemeinden huldigten die von ihren Herren zur Zwangsarbeit verpflichteten Aymara-Indianer in den Tiefen der Minen weiter ihrem Gott „Huari“, nunmehr umgedeutet zum Herr der Höhlen, zum „Tío“. Hier nahm der „Tío“ wohlwollende Züge an und die Minenarbeiter begannen, ihm Chicha, Alkohol und Coca zu opfern, um im Gegensatz Reichtum und Schutz zu erbitten. Als die indianische Bevölkerung mit der Zeit den christlichen Glauben übernahm, verband sie ihn mit ihren ursprünglichen Festen, so wie z. B. dem „jatun poccoy“, das mit dem europäischen Karneval zusammengebracht wurde. Der dramatisierte Kampf zwischen dem Erzengel Michael, der Candelaria-Jungfrau und den Teufeln kann zweifach interpretiert werden. - Im christlichen Sinne handelt es sich um einen Kampf mit dem Teufel Luzifer und den sieben Todsünden.
Auf der anderen Seite wurde schon bei den legendären Urus, den Ureinwohnern Oruros „Huari“ verehrt, ein Gott der Kraft, des Feuers und der Berge, der die in Degeneration befindlichen Urus ausrotten wollte und ihnen deshalb den Frosch, die Schlange, die Echse und ein Herr von Ameisen zur Vernichtung schickte.
Nur durch das Wohlwollen der jungfräulichen Göttin „Ñusta“ konnten die Urus gerettet werden. – Sie verwandelte Frosch, Schlange und Echse in Steine und das Heer der Ameisen in die Sanddünen in der Umgebung der Stadt Oruro. Der Legende nach flüchtete der besiegte „Huari“ endgültig in das Innere seiner Berge, zu den reichen Mineralen, um nie wieder hervorzukommen.
Im Lauf des religiösen Dualismus (1789–1900) wurde die Figur der andinen Pachamama immer stärker mit der der Heiligen Jungfrau Maria verquickt, was auch die starke Marienverehrung (nicht nur der Jungfrau vom Socavón) in Bolivien erklärt. Als die Diablada populär wurde (1900–1950), begann man auch andere Tänze zu Ehren der Jungfrau des Socavón zu tanzen (Als Socavón wird einer der wichtigsten Eingänge zu einer der Minen in Oruro bezeichnet).

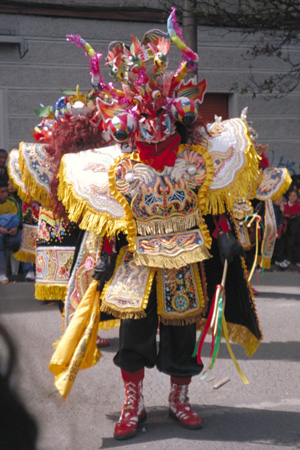
Diablada-Tänzer

Dieser Zeitraum, in den auch die Gründung von Institutionen wie der Gran Tradicional y Auténtica Diablada Oruro (1904) fallen, ist der wichtigste für die Wiederbelebung einiger bolivianischer Tänze, die schon fast am Verschwinden waren. Nach dem Chaco-Krieg entstanden weitere wichtige Diablada-Vereinigungen: die Tradicional Folklórica Diablada Oruro (1943), die Diablada Círculo de Artes y Letras (1943) und die Fraternidad Artística y Cultural „La Diablada“ (1944). Die Mitglieder dieser Vereinigungen kommen aus der arrivierten Mittelschicht und werden „pijes“ oder „kharas“ genannt. Ab diesem Zeitpunkt nehmen höhere Gesellschaftsschichten an der Diablada teil und der einstige Tanz der Minenarbeiter beginnt, sich in ein Folkloreballett zu verwandeln. Damit verliert der Indianer auch seine dominante Rolle, die nunmehr vom „khara“ eingenommen wird.
Zwischen 1950 und 1995 wurden noch die Diablada Ferroviaria (1956) und die Diablada Urus (1960) gegründet. Die Diablada wird schließlich auch außerhalb der bolivianischen Grenzen sehr populär, besonders im Norden Chiles und Argentiniens.

## Tobas
Bei dem Tobas-Tanz geht es um eine figurative Repräsentation der Chaco-Indianer. Schon vor der Kolonialisierung gab es Konflikte zwischen den Hochland- und Tiefland-Indianern. Als die Quechua-Armee einmal Ch'unch'us aus den Tropen gefangen genommen hatte, wurden die Aymara durch diese zu einem gleichnamigen Tanz inspiriert.

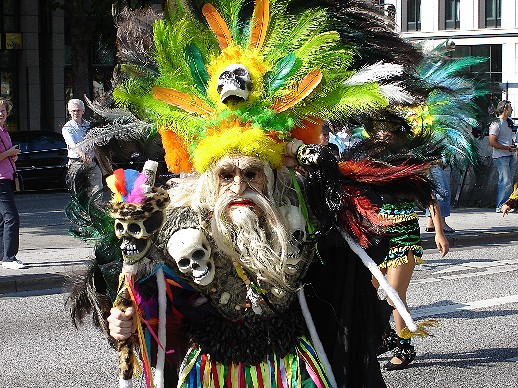
Tobas-Tänzer

Nach der Gründung der Republik wurde die Idee von den nach La Paz und Oruro einwandernden Aymara wieder aufgegriffen und es entstand der Tanz Tobas, diesmal benannt nach der Ethnie Tobas aus dem Chaco-Gebiet. Für die visuelle Gestaltung mit Holzmasken und prächtigem Federschmuck bezog man sich auf die Tacana-Kultur. Inzwischen wurden zahlreiche weitere Tanzkostüme in den Tobas-Tanz eingebunden. So findet man z. B. Kostüme, die den Chunchus von Tarija oder solche, welche den Macheteros des Beni-Tieflandes nachempfunden sind genauso wie die Kostüme, die an die nordamerikanischen Ureinwohner der Prärien und Plains erinnern.
Der Rest der Tanzkleidung ist eher leicht, um die Bewegungsfreiheit nicht zu stark einzuschränken. Denn Tobas ist mit seinen vielen Sprüngen und Drehungen vermutlich einer der körperlich anstrengendsten Tänze des Altiplano.

## Cueca
siehe Hauptartikel: Cueca
Jede bolivianische Region ist durch für dieses Bundesland typische Musikstücke und Tänze charakterisiert. Die Cueca und der Bailecito gehören zu den repräsentativsten Tänzen der Bundesländer Chuquisaca, Cochabamba, La Paz und Tarija und Potosí. Doch die Cueca ist so populär geworden, dass man eigentlich von einem Nationaltanz sprechen muss, der im ganzen Land getanzt wird. Zwar gibt es rhythmische Schattierungen und auch das Tempo variiert je nach Region, doch im Prinzip bleibt es immer eine Cueca. Als wichtige Regionalvarianten werden vor allem die Cuecas aus Cochabamba, Chuquisaca, La Paz, Potosí und Tarija angesehen. Technisch besteht der Tanz immer aus drei Teilen: Einleitung, Quimba und Jaleo. In Anlehnung an die Quimba als de zentralen Teil des Tanzes, in welchem der Komponist den maximalen artistischen und intellektuellen Ausdruck erreicht, wurde der Name der Band Quimbando ausgewählt.
Entstanden ist die Cueca in der Zeit der Unabhängigkeit. Schnell wurde sie dann sowohl als Volkstanz als auch in den eleganten Salons populär. Getanzt wird immer in Paaren, wobei das Taschentuch nie fehlen darf, ist es doch ein existenzieller Bestandteil dieses koketten Spiels um Verführung und Provokation der Geschlechter.

## Los Macheteros
Der Tanz der Macheteros ist vermutlich der sowohl innerhalb als auch außerhalb von Bolivien bekannteste Tanz der Region Beni. Obwohl auch er mit seiner Interpretation der Auferstehung und Himmelfahrt Christi kolonialen Ursprungs ist, dominiert stilistisch eindeutig das indigene Element. Jeder Tänzer trägt ein hölzernes Schwert (tumoré ti yucuqui) in der Hand und einen prachtvollen Federschmuck am Kopf. Die Federn stammen vom Amazonasvogel Parabas und werden chromatisch nach ihrer Farbintensität angeordnet.
Von dem Kopfschmuck (progi) hängt ein Raubtierfell herab, das bis zu den mit paichachí-Samen bedeckten Knöcheln reicht, die als Perkussionsinstrumente dienen. Die barfüßigen Tänzer bewegen sich zeremoniell, ohne die Schwerter loszulassen, immer in Angriffsposition, wobei sie den Kopf als Zeichen von Tod und Auferstehung immer heben und senken.

## Taquirari
Der Taquirari ist der bekannteste Rhythmus und Tanz der Bundesländer Santa Cruz, Beni und Pando, die zusammen auch als bolivianischer Osten bezeichnet werden. Man weiß nicht genau, wie der Tanz entstand, jedenfalls existiert er schon seit dem Beginn des 19. Jahrhunderts. Der Name wird auf das Moxeño-Wort Takirikire zurückgeführt, das „Pfeil“ bedeutet. Getanzt wird in Paaren, wobei sich die Tänzer gegenüberstehen und an den Händen halten. Musikalisch weist dieser lebhafte und fröhliche Tanz klare Einflüsse der indigenen Kulturen auf. Die Cambas (Männer aus dem Tiefland) tragen weiße Hosen und Hemden, die Frauen verwenden einen Tipoy, ein langes, ärmelloses Kleid und Blumenschmuck im Haar. Abgesehen von seiner Bedeutung als Tanz wird der Taquirari auch als DAS romantische Lied des bolivianischen Ostens angesehen, handeln seine Texte doch meist von der Liebe.

## Chacarera
Die Chacarera gehört zur kreolischen Folklore. Bei dem Paartanz ist der spanische Einfluss nicht zu übersehen – ähnlich wie bei den Sevillanas wechseln sich Beinarbeit und Röcke-Schwingen mit Positionswechseln ab. Ihren Ursprung hat der stark mit den Gauchos assoziierte Tanz in den ländlichen Gegenden des Gran Chaco bzw. in Santiago del Estero in Argentinien. Der Gran Chaco erstreckt sich über Teile Boliviens, Paraguays und Argentiniens und so ist die Chacarera auch in allen drei Ländern präsent. In den letzten Jahren wurde sie sowohl in Bolivien als auch in Argentinien wieder sehr populär.

## Waca Waca
Für die Ureinwohner Boliviens war die Ankunft der europäischen Rinder ein Ereignis, das in den Tänzen „waka-wakas“ oder „waka-thinti“ (Kartoffelaussaat), „waka tokhoris“ (tanzende Stiere) und „tinti-kauallu“ (Stierkampf) ihren Niederschlag fand.
In den waca-thintis wurde das Landleben mit Schafe hüten, der Arbeit der Milchfrauen und Stierkämpfen vor dem musikalischen Hintergrund der Pinkillos und Wankaras (Trommeln) porträtiert. Für die Indianer waren die Stierkämpfe eine Neuheit, die sie zum Tanz „waka tokhori“ inspirierte. Dabei wurde das Wesen des Stierkampfs lächerlich gemacht, indem man auch Kühe, Spaßmacher (kusillos) und Anführer der indianischen Gemeinde als Figuren tanzen ließ.
Wie es bei den meisten bolivianischen Tänzen geschehen ist, machte die „Evolution“ auch vor dem Waca Waca-Tanz nicht halt. Von den silbernen Umhängen und der enormen Anzahl der Röcke der Matallas, ursprünglich ein gutes Zeichen für eine erfolgreiche Aussaat, ist nicht mehr viel übrig geblieben.
Heutzutage tanzen die Männer mit einem großen Vorbau aus Leder mit Hörneren, der entweder Stier oder Kuh symbolisiert. Die Beine sind von einer Art Rock bedeckt, der von der Rinderattrappe herunterhängt.
Der Jilakata oder Anführer der Dorfgemeinschaft, trägt einen Kommandierstock, einen Hut aus Schaffilz und einen typischen erdfarbenen Poncho. Der Torero imitiert die Posen und Schritte des spanischen Stierkämpfers und ist auch ganz in diesem Stil gekleidet.
Ein Kusillo (Spaßmacher) sorgt dafür, dass sich die Tiere gleichmäßig fortbewegen.
Die Frauen verwenden Hüte aus Schafsfilz und lange Kopftücher sowie reich bestickte Röcke und Blusen und ein versilbertes Horn, das sie über die Brust hängen lassen.
Die Milchfrauen tragen bis zu 25 Röcke übereinander, einen Borsalino-Hut und eine blecherne Milchkanne, wie sie für Milchfrauen typisch ist. Es ist auch üblich, noch weitere Frauengestalten – wie die Spanierin oder die Ilusa, die die Stiere füttert – hinzuzufügen.

## Caporales
Die Kultur der afrobolivianischen Yungas war die Quelle der Tänze Tundiqui oder Negritos und der Saya, aus der sich der Caporales-Tanz entwickelt hat. Man muss daher streng unterscheiden zwischen der Saya der Schwarzen, dem Tundiqui oder Negritos der Aymara-Mestizen und den Caporales, die heute in den Städten von Studenten und jungen Leuten, die vorwiegend aus der Mittelschicht kommen, getanzt wird!
Der Tanz porträtiert den schwarzen Vorarbeiter, genannt Caporal (Korporal), der seine ebenfalls schwarzen Untergebenen mit der Peitsche traktiert.
Anfangs verwendete man für die Kostümierung des Korporals eine Hose im Stile der deutschen Militäruniformen, dann nahm sie eher argentinische Formen an, bis sie ihre heutige Form erreichte. Typisch sind nun die hohen Stiefel mit Schellen, die Peitsche und die Maske.

## Tänze der Afro-Bolivianer
Die nach Bolivien verschleppten Afrikaner fanden schließlich ihre Heimat in der Yungas-Region, wo sich heute in Coroico, Mururata, Chicaloma, Calacala - Coscoma und Irupana Enklaven der afro-bolivianischen Kultur befinden. Ihre Kultur hat sich stark mit der indianischen vermischt und so sprechen die Afro-Bolivianer heute auch nur mehr Spanisch oder Aymara, eine der dominanten Indianersprachen. Am stärksten präsent ist der afrikanische Ursprung dieser Kultur in den Rhythmen der Tänze und Lieder, die meist nur mit Trommeln begleitet werden.
Im Vordergrund steht dabei die Saya, die sich, ähnlich der brasilianischen Samba, wahrscheinlich aus Angola und dem heutigen Kongo mitgebrachten Rhythmen entwickelt hat, beispielsweise der Sungasunga Angolas.

## Bolivianische Salsa
Bei der bolivianischen Salsa handelt es sich um eine leichte Abwandlung der ursprünglichen Salsa. Hier fasst man sich an beiden Händen und es wird sehr eng und aufreizend miteinander getanzt.